# Francisco Brines
Francisco Brines Bañó (Oliva, Valencia, 22 de enero de 1932 - Gandía, Valencia, 20 de mayo de 2021) fue un poeta español encuadrado en el grupo poético de los años 50. Desde 2001, fue académico de la Real Academia Española. Fue reconocido con distinciones como el Premio Nacional de las Letras Españolas (1999), el Premio Reina Sofía de Poesía Iberoamericana (2010) o el Premio Miguel de Cervantes (2020). Un amplio sector de la crítica cataloga su obra en el capítulo elegíaco de la poesía española del siglo xx, como continuador de Luis Cernuda y Constantino Kavafis. Su poemario La última costa, fue elegido libro del año 1996 por el suplemento ABC Cultural y ganó el Premio Fastenrath de 1998.

## Biografía
Hijo de hacendados agricultores valencianos, estudió Derecho en las universidades de Deusto, Valencia y Salamanca y cursó estudios de Filosofía y Letras en Madrid. 
Con su primer libro, Las brasas (1960), ganó el Premio Adonais del año anterior. Con Palabras en la oscuridad, publicado en 1966, obtuvo el Premio Nacional de la Crítica.
Incluido por José Batlló en la Antología de la nueva poesía española (1968) aparece ya en ella como una de las voces más personales de la lírica intimista entre los miembros de la segunda generación de la posguerra, cerrando filas con Barral, Caballero Bonald, Gil de Biedma, Ángel González, José Agustín Goytisolo, Félix Grande, Claudio Rodríguez, Carlos Sahagún y José Ángel Valente, aunque a diferencia de la mayoría de ellos, nunca cultivó la poesía social. En su libro El santo inocente luego llamado Materia narrativa inexacta, apenas se percibe rastro de ella. 
Fue profesor de literatura española en la Universidad de Cambridge y más tarde de lengua española en la Universidad de Oxford. Su profunda admiración por el teatro clásico español le permitió, en 1988, la revisión y adaptación del texto de El alcalde de Zalamea de Calderón, versión que fue estrenada en noviembre de ese año por la Compañía Nacional de Teatro Clásico dirigida por José Luis Alonso. En 2001 fue nombrado miembro de la Real Academia Española, para ocupar el sillón X vacante tras el fallecimiento del dramaturgo Antonio Buero Vallejo. Tomó posesión el 21 de mayo de 2006.
En 2020 fue distinguido con el Premio Cervantes. Su delicado estado de salud, y la pandemia del coronavirus, impidieron que el poeta asistiera a Alcalá de Henares el 23 de abril de 2021, a la emblemática y tradicional ceremonia de entrega del Premio Cervantes. Por este motivo, el rey Felipe VI se desplazó a la residencia del escritor, y llegó a tiempo para entregarle en mano el galardón, nueve días antes de su fallecimiento.
Murió a los 89 años el 20 de mayo de 2021 en el Hospital de Gandía, donde estaba ingresado desde el 13 de mayo y donde había sido intervenido por una hernia.
Desde 2018 en el municipio valenciano de Oliva, tiene su sede la Fundación Francisco Brines. Entidad creada con la finalidad de difundir la figura y la obra del poeta, así como el fomento, promoción y organización de actividades vinculadas a la poesía.
En 2023, la editorial Renacimiento publicó una biografía personal de Brines escrita por su amigo, el también poeta Luis Antonio de Villena, titulada Brines. La vida secreta de los versos.

## Voz personal
El hombre es la «nada siendo».
Francisco Brines

Su obra poética, que continúa en parte la línea iniciada por Luis Cernuda, se caracteriza por un tono intimista y por la constante reflexión sobre el paso del tiempo. En su escritura, la infancia aparece como un tiempo mítico que desconoce la muerte, ligado al espacio de Elca, la casa de la niñez en Oliva. El adulto ha sido expulsado definitivamente del paraíso de la infancia y sólo en algunos momentos (a través del erotismo, de la contemplación de la naturaleza...) el ser humano recupera la plenitud vital experimentada en la niñez y en la juventud. Por todo ello, la memoria desempeña un papel fundamental en su escritura, si bien sus poemas dejan traslucir la convicción de que ni la poesía ni el recuerdo permiten detener el paso del tiempo y salvar los momentos de plenitud del pasado. En El otoño de las rosas, su libro más valorado por la crítica, se funden el lamento elegiaco y la exaltación vital. En algunos capítulos de su libro Aún no, se acerca a una poesía de tono satírico, que apenas cultivó posteriormente. El tema del amor homosexual aparece en su poesía con naturalidad, en una búsqueda incesante de la Pureza.
Su escritura, que tiende a un equilibrio clásico y a un tono melancólico, que intenta dominar la angustia ante la muerte mediante una asunción serena de lo inevitable, se nutre no sólo de la influencia de Luis Cernuda sino también, y en especial en su primer libro, Las brasas, de la poesía de Juan Ramón Jiménez y del Antonio Machado más intimista.

## Obra

### Obra poética
- Las brasas, Madrid: Adonais, 1960 ; Valencia: Hontanar, 1971. (Premio Adonais)
- El santo inocente, Madrid: Poesía para Todos, 1965.
- Palabras a la oscuridad, Madrid: Ínsula, 1966; Madrid: Huerga & Fierro, 1996. (Premio de la Crítica)
- Aún no, Barcelona: Llibres de Sinera, 1971.
- Insistencias en Luzbel, Madrid: Visor, 1977; Altea: Aitana, 1994.
- El otoño de las rosas, Sevilla: Renacimiento, 1986 (Premio Nacional de Literatura)
- La última costa, Barcelona: Tusquets, 1995. (Premio Fastenrath de la Real Academia Española)
- Donde muere la muerte, Barcelona: Tusquets, 2021

### Antologías y reediciones
- Ensayo de una despedida. Poesía 1960-1971, Barcelona: Plaza & Janés, 1974.
- Poesía. 1960-1981, Madrid: Visor, 1984.
- Selección propia, Madrid: Cátedra, 1984
- Poemas excluidos, Sevilla: Renacimiento, 1985.
- La rosa de las noches (1986)
- Poemas a D. K., Sevilla: El Mágico Íntimo, 1986.
- El rumor del tiempo, Barcelona: Anagrama, 1989
- Espejo ciego, València: Generalitat Valenciana, 1993
- Breve antología personal (1997)
- Francisco Brines, poesía, Lleida: Universitat de Lleida, 1997
- Selección de poemas (1997)
- Poesía completa (1960-1997) (1997)
- Antología poética, Valencia: Magnànim,1998.
- La Iluminada Rosa Negra (2003)
- Amada vida mía (2004)
- Antología poética, Madrid: Espasa-Calpe, 2006
- Todos los rostros del pasado, Barcelona: Círculo, 2007
- Las brasas, Madrid: Biblioteca Nueva, 2009
- Para quemar la noche, Madrid: Patrimonio Nacional, 2010
- Yo descanso en la luz, Madrid: Visor, 2010
- Aún no, Madrid: Bartleby, 2012
- Jardín nublado. Antología poética, Valencia: Pre-Textos, 2016
- Por una ciega ley del corazón. Antología poética. Valencia: Magnànim, 2022

### Otras obras
- Escritos sobre poesía española contemporánea, Valencia: Pre-Textos, 1994.
- Carmen Calvo, Caja de Ahorros de Asturias, 1999
- Edición de Ocnos, de Luis Cernuda, Madrid: Huerga & Fierro, 2002.
- Unidad y cercanía personal en la poesía de Luis Cernuda. Discurso de ingreso en la Real Academia Española, contestado por Francisco Nieva, Sevilla: Renacimiento, 2006[10]
- Elca. Libro de artista conjunto con Mariona Brines, Valencia: Krausse, 2010.

## Algunos galardones recibidos
- 1960: Premio Adonáis
- 1967: Premio de la Crítica
- 1987: Premio Nacional de Literatura
- 1987: Premio de las Letras Valencianas
- 1998: Premio Fastenrath
- 1999: Premio Nacional de las Letras Españolas
- 2004: Premio Ricardo Marín a la creatividad
- 2007: IV Premio Internacional de Poesía Federico García Lorca
- 2010: Premio Reina Sofía de Poesía Iberoamericana
- 2020: Premio Miguel de Cervantes